# Lingua lakota
La lingua lakota, detta anche lakhota, lakotiyapi o teton, è una lingua siouan parlata negli Stati Uniti d'America, nella regione del Midwest.

## Distribuzione geografica
Secondo Ethnologue, nel 1997 il lakota era parlato da 6000 persone. I locutori sono stanziati nelle riserve indiane del Dakota del Sud, e in varie città del Midwest, in particolare a Rapid City (Dakota del Sud) e Minneapolis (Minnesota). 

## Sistema di scrittura
Per la scrittura viene utilizzato l'alfabeto latino con aggiunta di segni diacritici.

## Nella cultura popolare
La lingua lakota è la lingua parlata dagli indiani sioux protagonisti, con Kevin Costner, del film Balla coi lupi.
È inoltre la lingua di Moses "Mo" Brings Plenty in Yellowstone.